# Hostel

Dormitor comun într-un hostel din Sibiu

Un hostel, cunoscut și ca hotel pentru tineret este o unitate de cazare pentru turiștii cu buget restrâns, în general tineret, având dormitoare și băi comune. Acest tip de turism oferă cazarea în dormitoare comune cu mai multe paturi simple sau paturi etajate, cu plata per pat ocupat.
Ministerul Turismului din România definește hostel-ul ca fiind „structura de primire turistică cu o capacitate minimă de 3 camere, garsoniere, sau apartamente dispuse pe un nivel sau pe mai multe niveluri, în spații amenajate, de regulă, în clădiri cu altă destinație inițială decât cea de cazare turistică.”

## Diferențe față de hotel
Specific hostel-urilor este cazarea în dormitoare comune cu mai multe paturi.
Servicii caracteristice hostel-urilor sunt posibilitatea de gătire și păstrare a hranei în bucătării comune, complet echipate, accesul la mașini de spălat și uscat rufe, internet, recepție 24h, activități de socializare si autogospodărire.

## Localizare
Hostel-urile se găsesc în principal în orașe mari, zone turistice și în marile centre universitare.

## Istoric
Acest tip de cazare apare la 1912 în Germania în localitatea Burg Altena, fiind introdus de către Richard Schirrmann, acesta fiind considerat promotorul primului hotel de tineret numit în germană „Jugendherberge” sau „Youth Hostel” (acum marcă înregistrată a Federației Internaționale de Hostelling) și a mișcării educațional-culturale a tineretului Jugendbewegung.